# کراسگیت (کنتاکی)
کراسگیت (به انگلیسی: Crossgate) شهری در ایالت کنتاکی کشور ایالات متحده آمریکا است که جمعیت آن در سرشماری سال ۲۰۱۰ میلادی، ۲۲۵ نفر بوده‌است.